# Evgenij Fëdorovič Skvorcov
| 1149 Volga   | 1º agosto 1929 |
| 1167 Dubiago | 3 agosto 1930  |
| 1381 Danubia | 20 agosto 1930 |

Evgenij Fëdorovič Skvorcov, in russo Евгений Фёдорович Скворцов? (1882 – 1952), è stato un astronomo russo, citato, secondo la traslitterazione inglese, anche come Skvortsov.
Fu docente di astronomia all'istituto pedagogico di Sinferopoli e ricercatore all'osservatorio di Simeïs.
Il Minor Planet Center gli accredita la scoperta di tre asteroidi, effettuate tra il 1929 e il 1930.
Gli è stato dedicato l'asteroide 1854 Skvortsov.